# Bohemia literaria española

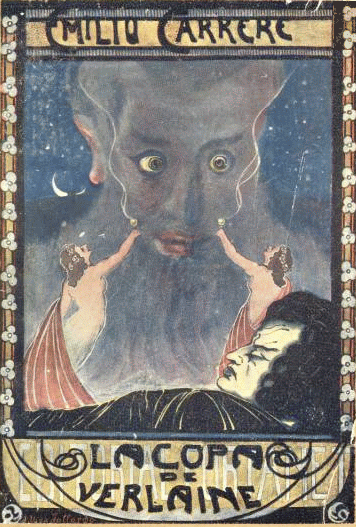
Portada del folletín de Carrere La copa de Verlaine (1918).

La Bohemia literaria española fue un desdibujado movimiento cultural que tuvo su desarrollo y agonía en la España del último tercio del siglo XIX y el primero del XX. 

## Historia
Aunque Antonio Espina consideraba que el prototipo del bohemio siempre ha existido en Occidente, el concepto literario de "bohemia" o "vida bohemia" parece originarse en el París del Segundo Imperio, siendo su heraldo el escritor Henri Murger, un epígono del Romanticismo —que llegó a ser secretario de Tolstói—, cuya obra Escenas de la vida bohemia (1847-1849) contiene una descripción de la vida de los hambrientos escritores y artistas de tercera fila en el Barrio latino de la capital francesa, haciendo un canto de la mugre, marginación, deudas, frío, alcoholismo, prostitutas, exaltación y depresión en las que sobrevivieron dichos personajes. La obra tuvo un éxito impresionante, que de poco le sirvió al autor cuya avanzada tuberculosis le llevaría poco después de su publicación al cementerio del Père Lachaise, pero creó un modelo y llegó a inspirar en otros ámbitos y géneros del arte obras como La bohème de Puccini.

### Escenario

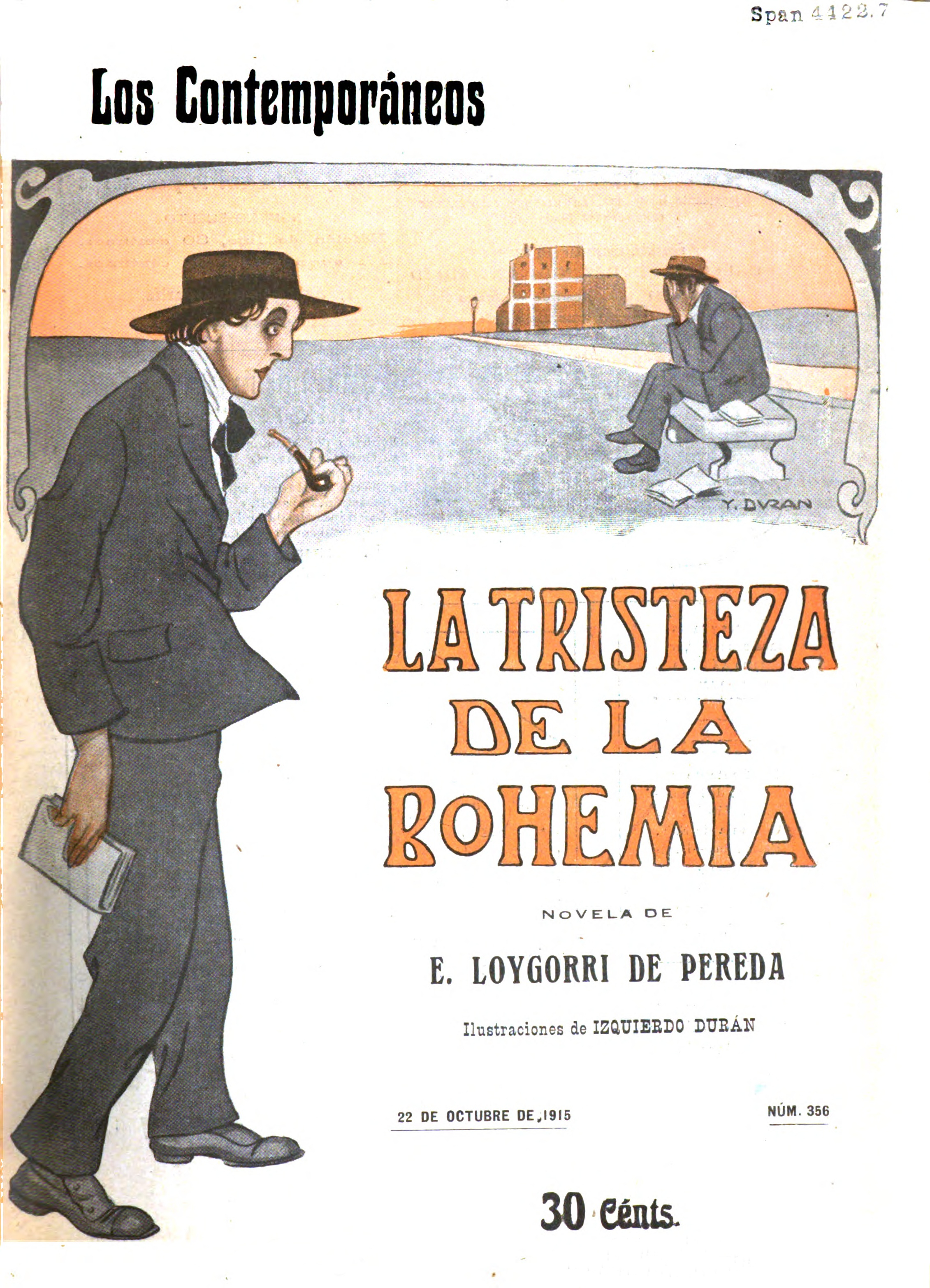
Portada de La tristeza de la bohemia, novela corta de E. Loygorri de Pereda (n.º 356 de Los Contemporáneos)

En la España del último tercio del siglo xix y el primero del siglo xx se reunió en Madrid —y con una identidad propia, en Barcelona— una bohemia artística y literaria adicta a los cafés y el noctambulismo, cuyos integrantes (en gran medida desintegrados por definición) convivieron con las grandes figuras del realismo, el naturalismo, la generación del 98, el novecentismo y la generación del 27. Espina explica que la bohemia madrileña de la época romántica nació intelectual y política. En los días de la Revolución de septiembre de 1868 el individuo bohemio "tan pronto estaba en las barricadas como en la cárcel" (así por ejemplo, en el Café Imperial de la Puerta del Sol se reunía una tertulia literaria conocida como antesala del Saladero, haciendo referencia a la cárcel madrileña de ese nombre).
En el contexto histórico de la capital de España, unos y otros dejaron su huella y su legado en los periódicos y editoriales de ocasión de un Madrid "brillante y hambriento". Con diferente fortuna, el destino, como escribió Ramón del Valle-Inclán, fue una diosa ciega e inmisericorde con las ilusiones literarias de los rebeldes bohemios.

### Componentes

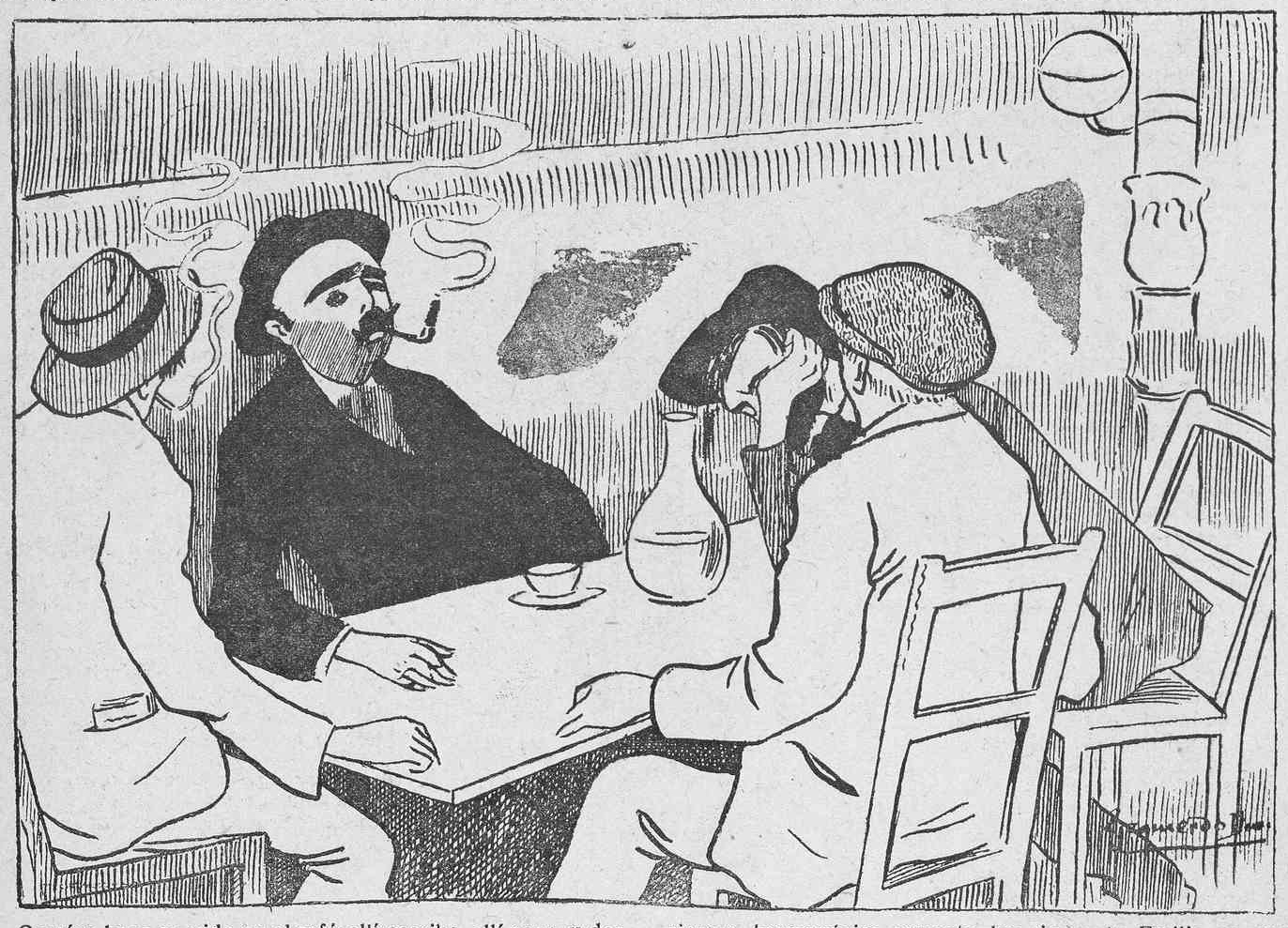
Emilio Carrere en una tertulia literaria

La base de aquella bohemia la formaron escritores del decadentismo modernista, como Francisco Villaespesa, Emilio Carrere, Alejandro Sawa, Armando Buscarini, Ernesto Bark, Pedro Luis de Gálvez, Dorio de Gádex, Ramón Prieto, Alfonso Vidal y Planas, Eliodoro Puche, Zamacois, Nakens, Pujana, Dicenta y en sus periodos juveniles Rubén Darío, Ramón María del Valle-Inclán, Manuel Machado y Pío Baroja, entre otros muchos.
El tema de la bohemia está presente en muchas obras literarias de la época, destacando entre ellas Luces de bohemia de Valle-Inclán y Aventuras, inventos y mixtificaciones de Silvestre Paradox, de Baroja. Una fuente importante —aunque parcial— para el conocimiento de esta época y sus personajes son las memorias de algunos escritores contemporáneos, muchos de ellos bohemios o descarnados detractores como Rafael Cansinos Assens (La novela de un literato o su novela autobiográfica Bohemia)
Posteriormente se han hecho varios intentos de recrear el mundo de la bohemia, entre los que se puede citar la novela Las máscaras del héroe, de Juan Manuel de Prada.